# Vachonium cryptum
Espèce
Vachonium cryptum est une espèce de pseudoscorpions de la famille des Bochicidae.

## Distribution
Cette espèce est endémique du Yucatán au Mexique. Elle se rencontre à Mérida dans la grotte Actún Xkyc.

## Description
La femelle holotype mesure 4,18 mm.

## Publication originale
- Muchmore, 1977 : Preliminary list of the pseudoscorpions of the Yucatan Peninsula and adjacent regions, with descriptions of some new species (Arachnida: Pseudoscorpionida). Bulletin of the Association for Mexican Cave Studies, vol. 6, p. 63-78.